# Notonecta shooteri
Notonecta shooteri är en insektsart som beskrevs av Philip Reese Uhler 1894. Notonecta shooteri ingår i släktet Notonecta och familjen ryggsimmare. Inga underarter finns listade i Catalogue of Life.